# Roquefort-de-Sault
Roquefort-de-Sault – miejscowość i gmina we Francji, w regionie Oksytania, w departamencie Aude. Przez gminę przepływa rzeka Aude. 
Według danych na rok 1990 gminę zamieszkiwało 118 osób, a gęstość zaludnienia wynosiła 5 osób/km² (wśród 1545 gmin Langwedocji-Roussillon Roquefort-de-Sault plasuje się na 784. miejscu pod względem liczby ludności, natomiast pod względem powierzchni na miejscu 301.).